# Xanthostemon bracteatus
Xanthostemon bracteatus är en myrtenväxtart som beskrevs av Elmer Drew Merrill. Xanthostemon bracteatus ingår i släktet Xanthostemon och familjen myrtenväxter. Inga underarter finns listade i Catalogue of Life.